# Alsik Hotel
Hotel Alsik (officielt Steigenberger Alsik Hotel & Spa) er et 4-stjernet hotel på Sønderborgs gamle havnefront, som blev indviet den 6. maj 2019. Det er grænseregionens største hotel og er tegnet og formgivet af Henning Larsen Architects. Den 70 meter høje hotelbygning rummer 190 værelser og to restauranter, hvoraf restauranten Syttende har en Michelin-stjerne. Hotellet har desuden møde- og konferencefaciliteter samt en af Nordeuropas største spa- og wellness-afdeling på knap 4.500 kvadratmeter. Restauranter og spa er åben for udefra kommende gæster. På 16. etage finder man "Alsik Point of View" – en udsigtsplatform med offentlig adgang, hvor besøgende har udsigt ud over Sønderborg og Alssund fra 64 meters højde.
Hotellet oplyser ikke sin omsætning, men det havde i 2022 en gennemsnitlig belægningsprocent på over 69 pct. og næsten 80.000 overnattende gæster. Hotellet beskæftiger omkring 170 fuldtidsmedarbejdere.
Alsik er ejet af Bitten & Mads Clausens Fond og drives under brandet Steigenberger Hotel & Resorts.

## Baggrund

### Historie
2006 begyndte med arkitekten Frank Gehrys masterplan, der forudså en komplet omstrukturering af den tidligere industrihavn. Sønderborgs borgere kunne bidrage med deres ideer og der kom næsten 800 forslag ind, der blev integreret i planen, der den 31. oktober 2008 blev præsenteret af Frank Gehry. I denne plan indgik 10 byggeprojekter; 9 private og en offentlig; multikulturhuset, der blev indviet i 2017.
Et af de private projekter var Hotel Alsik, som Bitten & Mads Clausens Fond, indehaver af Danfoss, sammen med kreditforeningen PFA Pension, investerede over 600 millioner kr. i . For realiseringen af hotelbyggeriet var arkitekt Louis Becker fra Henning Larsen Architects, som også skabte Operaen på Holmen, ansvarlig. Det første spadestik fulgte 13. november 2015 og 12. april 2018 blev der holdt rejsegilde.
Den tilknyttede restaurant, "Syttende", med chefkokken Jesper Koch fik i 2021 en Michelin-stjerne.
Hotellet er 76% klimaneutralt.